# Белтрами (округ)
Белтра́ми (англ. Beltrami County) — округ в штате Миннесота, США. Административный центр и крупнейший город — Бемиджи. По данным переписи за 2010 год число жителей округа составляло 44 442 человека.

## История
Название округа произошло от имени итальянского исследователя Джакомо Белтрами, который предположительно исследовал территорию округа в 1823 году. Белтрами был основан в 1866 году. В 1896 году было инкорпорировано первое поселение округа Бемиджи.

## География
Площадь округа — 7915 км², из которых 6488 км² — суша, а 1427 км² — вода. На территории Белтрами находятся часть резерваций Лич-Лейк и Ред-Лейк. Через южную часть округа протекает река Миссисипи.

### Транспорт
Через округ проходят:
- US 2 (англ. US Highway 2).
- US 71[англ.] (англ. US Highway 71).
- Дорога 1 штата Миннесота[англ.].
- Дорога 72 штата Миннесота[англ.].
- Дорога 89 штата Миннесота[англ.].
- Дорога 197 штата Миннесота[англ.].

## Население
В 2010 году на территории округа проживало 44 442 человека (из них 49,9 % мужчин и 50,1 % женщин), насчитывалось 16 846 домашних хозяйств и 10 751 семья. Расовый состав: белые — 75,1 %, афроамериканцы — 0,6 %, коренные американцы — 20,3 %, азиаты — 0,7 % и представители двух и более рас — 3,1 %. Согласно переписи 2016 года 23,9 % жителей имели немецкое происхождение, 19,0 % — норвежское, 2,3 % — польское, 7,5 % — ирландское, 4,1 % — английское, 6,6 % — шведское.
Население округа по возрастному диапазону по данным переписи 2010 года распределилось следующим образом: 25,0 % — жители младше 18 лет, 7,0 % — между 18 и 21 годами, 55,1 % — от 21 до 65 лет, и 12,9 % — в возрасте 65 лет и старше. Средний возраст населения — 33,2 года. На каждые 100 женщин в Белтрами приходилось 99,7 мужчин, при этом на 100 совершеннолетних женщин приходилось уже 97,5 мужчин сопоставимого возраста.
Из 16 846 домашних хозяйств 63,8 % представляли собой семьи: 44,3 % совместно проживающих супружеских пар (16,1 % с детьми младше 18 лет); 13,6 % — женщины, проживающие без мужей и 5,9 % — мужчины, проживающие без жён. 36,2 % не имели семьи. В среднем домашнее хозяйство ведут 2,51 человека, а средний размер семьи — 3,04 человека. В одиночестве проживали 27,9 % населения, 10,4 % составляли одинокие пожилые люди (старше 65 лет).

## Экономика
В 2016 году из 35 232 трудоспособных жителя старше 16 лет имели работу 20 609 человек. При этом мужчины имели медианный доход в 41 595 долларов США в год против 33 566 долларов среднегодового дохода у женщин. В 2014 году медианный доход на семью оценивался в 54 890 $, на домашнее хозяйство — в 45 201 $. Доход на душу населения — 22 845 $. 13,3 % от всего числа семей в Белтрами и 19,1 % от всей численности населения находилось на момент переписи за чертой бедности.